# Mysteriet von Bülow
Mysteriet von Bülow (eng: Reversal of Fortune) är en amerikansk dramafilm från 1990 i regi av Barbet Schroeder, med Glenn Close, Jeremy Irons och Ron Silver i huvudrollerna. 

## Handling
Det äkta paret Claus och Sunny von Bülow lever ett inte helt lyckligt liv på den amerikanska östkusten. Familjens stora förmögenhet är helt och hållet Sunnys, så när hon sedan faller i koma efter en allvarlig insulinchock anklagas Claus för att ha försökt mörda henne.

## Om filmen
Filmen bygger på en bok av Alan Dershowitz, som i sin tur bygger på verkliga händelser. 
Jeremy Irons belönades med en Oscar för bästa manliga huvudroll.

## Rollista (urval)
- Glenn Close - Sunny von Bülow / Berättarröst
- Jeremy Irons - Claus von Bülow
- Ron Silver - professor Alan Dershowitz
- Uta Hagen - Maria, Sunnys personliga tjänsteflicka
- Annabella Sciorra - Sarah
- Fisher Stevens - David Marriott
- Jack Gilpin - Peter MacIntosh, Dershowitz studentstab
- Christine Baranski - Andrea Reynolds, Claus flickvän
- Stephen Mailer - Elon Dershowitz
- Felicity Huffman - Minnie, Dershowitz studentstab
- Johann Carlo - Nancy
- Keith Reddin - Dobbs
- Mitchell Whitfield - Curly
- Tom Wright - Jack
- Michael Lord - Ed
- Lisa Gay Hamilton - Mary
- Julie Hagerty - Alexandra Isles, Claus älskarinna
- Christine Dunford - Ellen
- Mano Singh - Raj, Dershowitz studentstab
- Alan Pottinger - Chuck, Dershowitz studentstab
- Jad Mager - Alexander von Auersberg, Sunny von Bülows son i första äktenskapet
- Sarah Fearon - Ala von Auersberg, Sunny von Bülows dotter i första äktenskapet
- Kristi Hundt - Cosima von Bülow som vuxen
- Kara Emerson - Cosima von Bülow som barn